# كلة جوب (إسلام آباد غرب)
كلة جوب (بالفارسية: کله‌جوب) هي قرية تقع في قسم حومة الجنوبي الريفي (مقاطعة إسلام آباد غرب) في إيران. يقدر عدد سكانها بـ 796 نسمة .